# Élections générales portoricaines de 2000
Des élections générales ont eu lieu à Porto Rico le 7 novembre 2000.
Sila María Calderón, du Parti populaire démocrate (PPD), a été élue gouverneur. Le PPD a également remporté la majorité des sièges à la Chambre des représentants et au Sénat. La participation électorale était comprise entre 80% et 82%.

## Résultats

### Gouverneur
| Candidat            | Parti                             | Votes   | %     |
| ------------------- | --------------------------------- | ------- | ----- |
| Sila María Calderón | Parti populaire démocrate         | 978 860 | 48,90 |
| Carlos Pesquera     | Nouveau parti progressiste        | 919 194 | 45,90 |
| Rubén Berríos       | Parti indépendantiste portoricain | 104 705 | 5,20  |

### Législatives
| Parti                                   | Sièges |
| --------------------------------------- | ------ |
| Parti populaire démocrate (PPD)         | 30     |
| Nouveau parti progressiste (NPP)        | 20     |
| Parti indépendantiste portoricain (PIP) | 1      |
| Total                                   | 51     |